# Val Buëch-Méouge
Val Buëch-Méouge – gmina we Francji, w regionie Prowansja-Alpy-Lazurowe Wybrzeże, w departamencie Alpy Wysokie. Została utworzona 1 stycznia 2016 roku z połączenia trzech wcześniejszych gmin: Antonaves, Châteauneuf-de-Chabre oraz Ribiers. Siedzibą gminy została miejscowość Ribiers. W 2013 roku populacja wyżej wymienionych gmin wynosiła 1322 mieszkańców.